# Mary Leigh
Mary Leigh, née  Brown, à Manchester en 1885 et morte après 1965, est une suffragette britannique. 

## Biographie
Mary ou Marie Brown naît en 1885 à Manchester,. Elle est institutrice jusqu'à son mariage avec un constructeur du nom de Leigh. Elle rejoint la Women's Social and Political Union (WSPU) en 1906. En 1908, Leigh, Jennie Baines, Lucy Burns, Alice Paul, Emily Davison et Mabel Capper sont arrêtées pour avoir tenté d'arrêter une réunion du ministre David Lloyd George à Limehouse. Le 17 septembre 1909, avec Charlotte Marsh et Patricia Woodlock, elles montent sur le toit du Bingley Hall à Birmingham pour protester contre leur exclusion d'une réunion politique où le Premier ministre Asquith prononçait un discours. Elles jettent des tuiles sur la voiture d'Asquith et sur la police. Mary Leigh est condamnée à une peine de quatre mois dans la prison de Winson Green. Elle proteste contre le fait de ne pas être traitée comme une prisonnière politique en brisant une fenêtre et en faisant une grève de la faim. Mary Leigh et Patricia Woodlock sont alimentées de force dans la prison de Winson Green, en 1909,.
Elle reçoit une Hunger Strike Medal « pour la vaillance » de la WSPU. 
Le 18 juillet 1912 à Dublin, elle lance une hache sur Asquith, frappant à la place le leader nationaliste irlandais John Redmond, qui est blessé. Mary Leigh est mécontente de la WSPU mais ne quitte pas le mouvement.

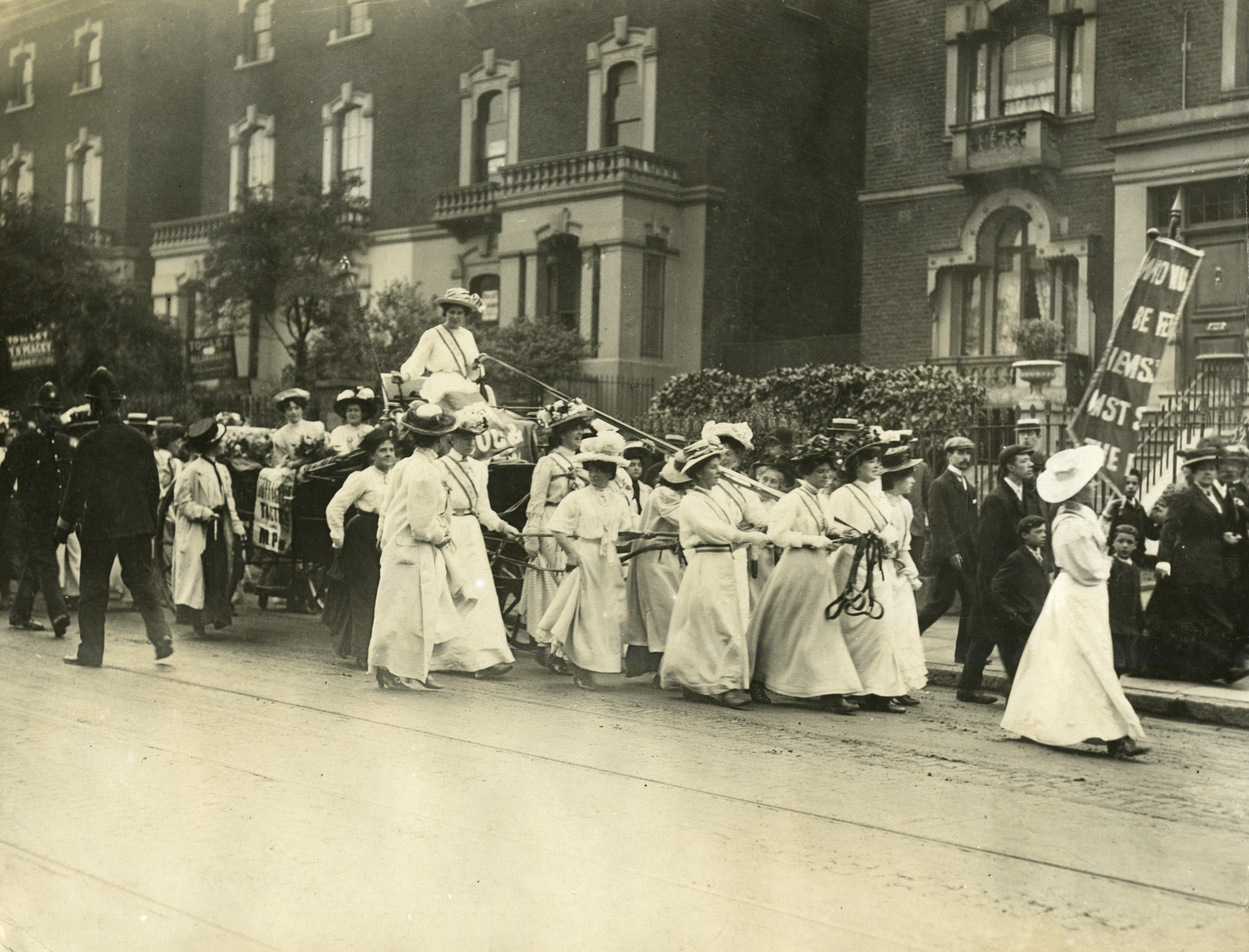
Le chariot d'Edith New et Mary Leigh tiré de Holloway à Queen's Hall en 1908.

Après l'accident d'Emily Davison au derby d'Epsom en 1913, Mary Leigh et Rose Yates se portent à son chevet et conduisent la garde d'honneur pour le cortège funèbre. Le 13 octobre 1913, aux Bow Baths dans l'East End de Londres, Mary Leigh est blessée par la police. La Première Guerre mondiale précipite la scission entre plusieurs suffragettes de premier plan et Emmeline Pankhurst. Celle-ci avait négocié avec le gouvernement la suspension de la campagne militante du WSPU et le soutien à l'effort de guerre et au gouvernement. Mary Leigh et d'autres militantes radicales s'opposent à l'évolution de l'Union et forment les Suffragettes of the WSPU (SWSPU),.